# Gianni De Luca
Gianni De Luca (* 27. Januar 1927 in Gagliato, Italien; † 6. Juni 1991 in Rom, Italien) war ein italienischer Comiczeichner.

## Leben und Werk
De Luca brach sein Architekturstudium ab, um sich ganz dem Zeichnen von Comics zu widmen. Sein Comicdebüt feierte er im Jahr 1947 mit einem Beitrag für die katholische Jugendzeitschrift Il Vittorioso. In den 1950er Jahren arbeitete er mit der Zeitschrift Il Giornalino zusammen. Nach einer längeren Pause, in der sich De Luca der Malerei und Illustration zugewandt und keine Comics gezeichnet hatte, begann er 1969 mit der Western-Reihe Bob Jason. In den 1970er Jahren begann De Luca mit Il Commissario Spada seine bekannteste Serie und zeichnete drei Shakespeare-Dramen als Comics. De Luca zeichnete bis zu seinem Lebensende Comics; I Giorni Dell'Impero wurde postum veröffentlicht. Auf Deutsch sind von ihm in den 1970er-Jahren einige Abenteuer der Reihe Il Commissario Spada im Comic-Magazin Zack erschienen.
De Luca erhielt 1971 den Yellow Kid.